# Système universitaire de documentation
Système universitaire de documentation (kratica SUDOC) je referenčni sistem, ki ga uporabljajo francoske univerzitetne knjižnice. Služi za iskanje knjig, časopisov, revij, časnikov, disertacij in drugega gradiva v knjižničnih fondih. Katalog, ki vsebuje več kot 10 milijonov referenc, omogoča študentom in raziskovalcem iskanje bibliografskih podatkov o monografijah, disertacijah in serijskih publikacijah, vključno z lokacijskimi podatki v več kot 3.400 dokumentacijskih centrih. Sistem vzdržuje Bibliografska agencija za visoko šolstvo (ABES).